# Ceratocephalus testiculatus
Ceratocephalus testiculatus là một loài thực vật có hoa trong họ Cúc. Loài này được (Crantz) Roth mô tả khoa học đầu tiên.